# Stéphane Delplace
Pour les articles homonymes, voir Delplace.
Œuvres principales
- Trois livres de Préludes et Fugues dans les Trente Tonalités
- Trois cahiers de Quatorze Klavierstücke
- Fugue selon fugue
- Bach Panther
- Concerto pour piano
- Le Plafond de la Chapelle Sixtine
- Chronogénèse, Déchronogénèse, Rechronogénèse
- Trois livres de Thirty Single Page Preludes
- Symphonie
- Chacone pour orgue

Stéphane Delplace est un compositeur français né le 11 novembre 1953 à Bordeaux.

## Biographie
Stéphane Delplace étudie le piano avec Pierre Sancan, puis fait ses classes d'harmonie (Alain Bernaud), contrepoint (Jean-Paul Holstein), fugue (Michel Merlet) et orchestration (Serge Nigg) au Conservatoire de Paris, de 1979 à 1984, s'initiant parallèlement à l'orgue auprès de Jean Galard à la Ville de Paris.
Il commence à écrire au milieu des années quatre-vingt avec la ferme conviction, alors peu répandue, que la musique tonale recèle une infinité de contrées inexplorées. Il ne se départira jamais de cette ligne, sa musique plongeant notamment ses racines dans celle de Bach, Brahms, Fauré, Ravel, Prokofiev… Cette détermination le tiendra naturellement éloigné des cercles officiels de la musique contemporaine. Il rejoindra en 2000 le groupe Phoenix, fondé par Jean-François Zygel et Thierry Escaich afin de proposer une alternative à la musique institutionnelle. Tout en ayant exploré de multiples formations, de l'orchestre au chœur en passant par la musique de chambre et l'orgue, il consacrera une grande partie de sa production au piano, pour lequel de nombreux interprètes se mobiliseront. À partir de 2008, il commencera de jouer lui-même ses œuvres en concert. Sa musique est donnée principalement en France, mais aussi en Allemagne, Italie, Grèce, Turquie, Chine, États-Unis… En 2001, l'Académie des beaux-arts lui décerne le Prix Florent Schmitt.
Il enseigne l'écriture à l'école normale de musique de Pariset à la Schola Cantorum.
Stéphane Delplace est édité aux Editions Durand, Eschig, Billaudot et Delatour.

## Catalogue

### Piano
- Bach Panther (1985)
- Variations dans le Ton de Ré (1991)
- Chacone (1993)
- Préludes & Fugues dans les Trente Tonalités - Livre I (1994)
- Quatorze Klavierstücke (1994-1999)
- Marche antique (1997)
- Pièces blanches - Douze pièces en Ut majeur (2000)
- Marche Funèbre (2000)
- Passacaille (2001)[4]
- Konzerstück (2002)
- Fugue selon fugue (2006)
- Irrévérences (2006)
- Préludes & Fugues dans les Trente Tonalités - Livre II (2008)
- Chronogénèse (2009)
- Six études pour piano (2010)
- Little Italy (2011)

### Transcriptions pour piano
- Ante Chacona - Bach, 2e partita pour violon seul (2000)
- 1re Partita pour violon seul - Bach (2008)
- Partita pour flûte seule - Bach (2008)

### Œuvres concertantes
- Adagio pour violon et orchestre à cordes (1995)
- Laus Vitæ - Symphonie concertante pour alto et violon (1998)
- Concerto pour piano n°1 (2003)
- Concerto pour piano n°2 (2005)
- Concerto à la Manière Italienne (2011)

### Musique de chambre
- Variations dans le ton de sol pour violoncelle seul (1992)
- Quintette à deux violoncelles (2007)
- Sextet pour vents, cordes et piano (2008)

### Chœur et orgue
- De Sibilla (1985)
- Odi et Amo (1996)
- Tenebrae factae sunt (2015)
- Lux aeterna (2015)

### Orchestre
- Concert pour cordes (1995)
- Le Tombeau de Ravel (1997)
- Symphonie pour cordes - Transcription du Sextet (2008)

### Orgue
- Fantaisie en sol mineur (1990)
- Chacone (1993)
- Fantaisie et Fugue sur BACH - PINCEMAILLE (2007)
- Grave
- Sonate en Trio
- Fugue en ré mineur
- Non-Toccata & Fugue en fa
- Pastorale en fa (2011)

### Oratorio
- Le Plafond de la Chapelle Sixtine (2012)

## Discographie
- Variations dans le ton de sol par Emmanuel Boulanger, Violoncelle - Skarbo (2005)
- Quatorze Klavierstücke par Jean-Louis Caillard, piano - Saphir productions (2006)
- Trois Intermezzi (extraits des Klavierstücke) par Marie-Louise Nezeys, piano
- Fantaisie en sol mineur et Bach Panther par Jean-François Frémont, orgue - Disque Tamos (Jean-Claude Quint)

## Principaux interprètes

### Musiciens
| - Emmanuel Boulanger - Jean-Louis Caillard - Claudio Chaiquin - Bertrand Chamayou - Giancarlo Crespeau - Denis Comtet - Henri Demarquette | - Frédéric Denis - Jean Dubé - Jérôme Ducros - Jean Galard - Yves Henry - Nicolas Horvath - Sergei Malov | - Michel Michalakakos - Jérôme Pernoo - Pierre Pincemaille - Grégoire Rolland - Arnaud Thorette - Pierre-Alain Volondat - Jean-François Zygel |

### Chefs d'orchestre
| - Marc Korovitch - Jean-François Frémont - Adrian McDonnell - Deyan Pavlov | - Laurent Petitgirard - François-Xavier Roth - Marc Trautmann - Adam Vidovic |

### Ensembles
| - Palomar Ensemble (Chicago) - Ensemble Millésime - Quatuor Ebène - Quatuor Modigliani | - Orchestre philharmonique de Monte-Carlo - Orchestre de la Radio de Sofia - Orchestre de la Cité Internationale - Orchestre du Conservatoire de Luxembourg - Ensemble Basilica |

## Autres
En 2008, Stéphan Aubé réalise un clip vidéo de la fugue Bach Panther ainsi qu'une interview de Stéphane Delplace.